# ジャン＝フランソワ・アブラマティック
ジャン＝フランソワ・アブラマティック（仏: Jean-François Abramatic、1949年7月8日 - ）は、フランスの計算機科学者。1984年から1988年までGIPSI-SM90を指揮し、1996年から2001年までWorld Wide Web Consortiumの議長を務めた。

## 概要
ナンシー国立高等鉱業学校で工学を学んだ後、1972年にフォンテーヌブローのパリ国立高等鉱業学校オートマティックセンター（当時ピエール・ベルナール主宰）で研究助成を受けることになった。その後、INRIAの研究ディレクターに就任した。1980年に理学博士を取得。
1988年に、カラーX端末の製造・販売を行う新興企業、GIPSIを設立した。